# Caromb
Caromb [kaʁɔ̃] est une commune française située dans le département de Vaucluse, en région Provence-Alpes-Côte d'Azur.
Ses habitants sont appelés les Carombais.

## Géographie

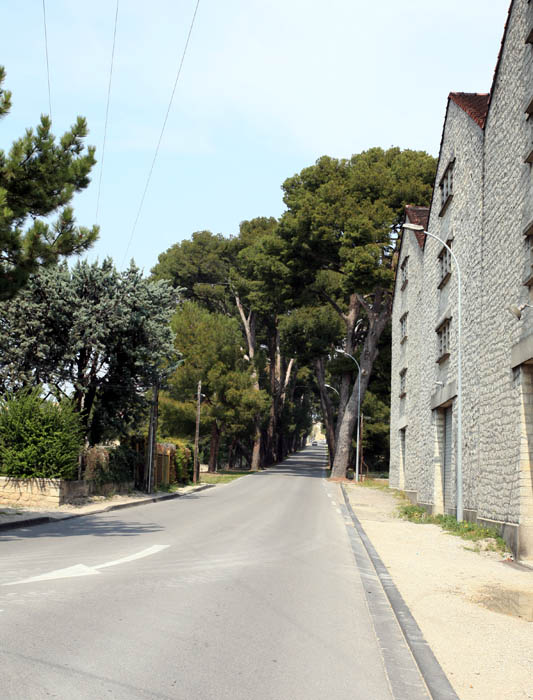
L'entrée du village par la route de Carpentras.

La commune est située au pied du mont Ventoux, régulièrement traversée par le Tour de France.
|                              | Le Barroux | Malaucène |
| Saint-Hippolyte-le-Graveyron | Caromb     | Modène    |
| Carpentras                   | Mazan      |           |

### Accès et transports
Les routes départementales 13, 21 et 55 passent sur la commune par le bourg.
L'autoroute la plus proche est l'autoroute A7 et la gare TGV la plus proche est la gare d'Avignon TGV.

### Relief
La commune est relativement plate dans la partie du sud jusqu'à la limite nord du bourg (entre 129 et 230 mètres) mais connait un relief plus important (jusqu'à 479 mètres d'altitude) dans sa partie au nord en direction du mont Ventoux, près du col de la Madeleine.

### Sismicité
Les cantons de Bonnieux, Apt, Cadenet, Cavaillon, et Pertuis sont classés en zone Ib (risque faible). Tous les autres cantons du département de Vaucluse sont classés en zone Ia (risque très faible). Ce zonage correspond à une sismicité ne se traduisant qu'exceptionnellement par la destruction de bâtiments.

### Hydrographie
La commune est traversée par la Mède au sud ainsi que l'un de ses affluents, le Malagrone (à l'est du bourg, sur un axe nord-sud). L'on trouve aussi le Brégoux (à l'ouest et pratiquement en limite de commune) et le Gouredon, un affluent.

### Climat
Pour des articles plus généraux, voir Climat de Provence-Alpes-Côte d'Azur et Climat de Vaucluse.
En 2010, le climat de la commune est de type climat méditerranéen franc, selon une étude du Centre national de la recherche scientifique s'appuyant sur une série de données couvrant la période 1971-2000. En 2020, Météo-France publie une typologie des climats de la France métropolitaine dans laquelle la commune est dans une zone de transition entre le climat de montagne et le climat méditerranéen et est dans la région climatique  Provence, Languedoc-Roussillon, caractérisée par une pluviométrie faible en été, un très bon ensoleillement (2 600 h/an), un été chaud (21,5 °C), un air très sec en été, sec en toutes saisons, des vents forts (fréquence de 40 à 50 % de vents > 5 m/s) et peu de brouillards. 
Pour la période 1971-2000, la température annuelle moyenne est de 13,6 °C, avec une amplitude thermique annuelle de 17,2 °C. Le cumul annuel moyen de précipitations est de 731 mm, avec 6 jours de précipitations en janvier et 3 jours en juillet. Pour la période 1991-2020, la température moyenne annuelle observée sur la station météorologique de Météo-France la plus proche, « Carpentras », sur la commune de Carpentras à 8 km à vol d'oiseau, est de 14,7 °C et le cumul annuel moyen de précipitations est de 665,5 mm. 
La température maximale relevée sur cette station est de 44,3 °C, atteinte le 28 juin 2019 ; la température minimale est de −15,4 °C, atteinte le 7 janvier 1985,,. 
Les paramètres climatiques de la commune ont été estimés pour le milieu du siècle (2041-2070) selon différents scénarios d'émission de gaz à effet de serre à partir des nouvelles projections climatiques de référence DRIAS-2020. Ils sont consultables sur un site dédié publié par Météo-France en novembre 2022.

#### Le mistral
Dans cette commune qui produit des Ventoux (AOC) aucun vigneron ne se plaint du mistral, même violent, car celui-ci a des avantages bénéfiques pour le vignoble. Appelé le « mango-fango », le mangeur de boue, il élimine toute humidité superflue après les orages, dégage le ciel et lui donne sa luminosité, préserve les vignes de nombre de maladies cryptogamiques et les débarrasse d'insectes parasites.

## Urbanisme

### Typologie
Au 1er janvier 2024, Caromb est catégorisée bourg rural, selon la nouvelle grille communale de densité à sept niveaux définie par l'Insee en 2022.
Elle appartient à l'unité urbaine d'Avignon, une agglomération inter-régionale regroupant 59  communes, dont elle est une commune de la banlieue,,. Par ailleurs la commune fait partie de l'aire d'attraction de Carpentras, dont elle est une commune de la couronne,. Cette aire, qui regroupe 21 communes, est catégorisée dans les aires de 50 000 à moins de 200 000 habitants,.

### Occupation des sols

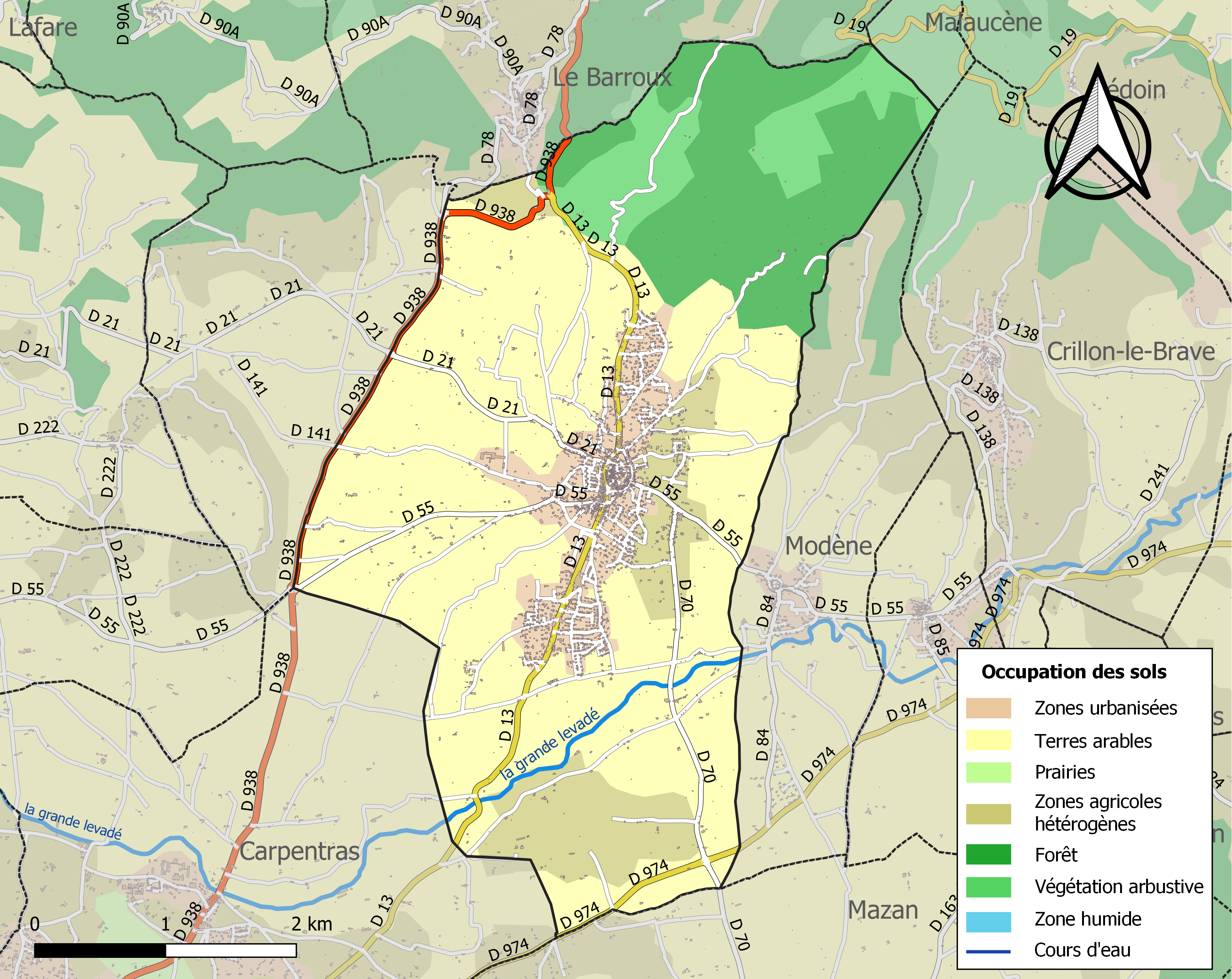
Carte des infrastructures et de l'occupation des sols de la commune en 2018 (CLC).

L'occupation des sols de la commune, telle qu'elle ressort de la base de données européenne d’occupation biophysique des sols Corine Land Cover (CLC), est marquée par l'importance des territoires agricoles (67,5 % en 2018), en diminution par rapport à 1990 (70,2 %). La répartition détaillée en 2018 est la suivante : 
cultures permanentes (56,7 %), forêts (16,2 %), zones agricoles hétérogènes (10,8 %), zones urbanisées (9,5 %), milieux à végétation arbustive et/ou herbacée (6,8 %). L'évolution de l’occupation des sols de la commune et de ses infrastructures peut être observée sur les différentes représentations cartographiques du territoire : la carte de Cassini (XVIIIe siècle), la carte d'état-major (1820-1866) et les cartes ou photos aériennes de l'IGN pour la période actuelle (1950 à aujourd'hui).

## Toponymie
Les anciennes graphies du nom de la commune sont bien référencées avec Ad Carumbum en 1021, Carumbio en 1185 et Carumbo en 1254. Ce nom tire son origine du préfixe *car- (pierre), auquel a été adjoint le double suffixe -um - p(o).

## Histoire

### Préhistoire et Antiquité
Un site acheuléen a livré des nucleus taillés qui ont été datés de -100 000 avant notre ère. Sur la route de Malaucène, près de la grange de Marignane, sur un même site ont été retrouvés des silex taillés du paléolithique ainsi que des pointes de flèches et des anneaux du néolithique.
Sur le site de la chapelle Saint-Étienne, ont été exhumées une mosaïque et une statue d'Apollon ainsi qu'une centaine de tombes à mobilier.

### Moyen Âge
Raymond VII de Toulouse, marquis de Provence, en 1240 donna ce fief à Barral des Baux. En 1315, Cécile des Baux, dite Rascasse ou la Belle Comtesse, apporta en dot Caromb à Raymond Guilhem de Budos, recteur du Comtat Venaissin, et neveu de Clément V. Il revint ensuite à ses premiers feudataires puisque dans son testament de 1374, Amédée des Baux, comte d'Avellino, légua ce fief à sa nièce Alix des Baux.

### Renaissance

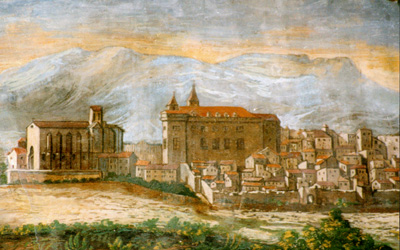
Le château avant la Révolution.

En 1431, ce fief passa par mariage aux Astorg de Peyre, barons du Gévaudan, devenus seigneurs de Beaumes-de-Venise, puis aux princes d'Orange en 1451. Il fut attribué à Étienne, le bâtard de Chalon-Orange, qui s'empressa de s'en défaire en le vendant pour 10 000 écus à Étienne de Vesc, sénéchal de Beaucaire pour le roi Charles VIII de France, grand chambellan de Naples. Décidé à s'installer à demeure, il fit édifier un château entre 1481 et 1506. Il eut la réputation d'être plus beau que le palais des papes d'Avignon. Son commanditaire n'eut pas le temps de le voir achevé puisqu'il est mort à Naples en 1501. Son corps ramené à Caromb a été inhumé dans l'église.
La dernière héritière de cette famille fut Jeanne de Vesc, baronne de Grimaud, qui épousa François d'Agoult-Montauban, comte de Sault, en 1553. Ce fut sous ses ordres, qu'en 1562 furent édifiés la tour du beffroi, la fontaine publique et les remparts. Ces fortifications servirent immédiatement puisque la même année, le baron des Adrets, qui n'avait pu prendre Apt vint mettre le siège devant Caromb. Le fief revint ensuite à Jeanne d'Agoult qui le légua, en 1629, à son second fils Charles de Labaume-Montrevel.
Lors de sa venue, en 1634, Jean-Baptiste Bongo, recteur du Comtat Venaissin, se vit remettre, en signe de bienvenue, onze barreaux de vin.

### Période moderne

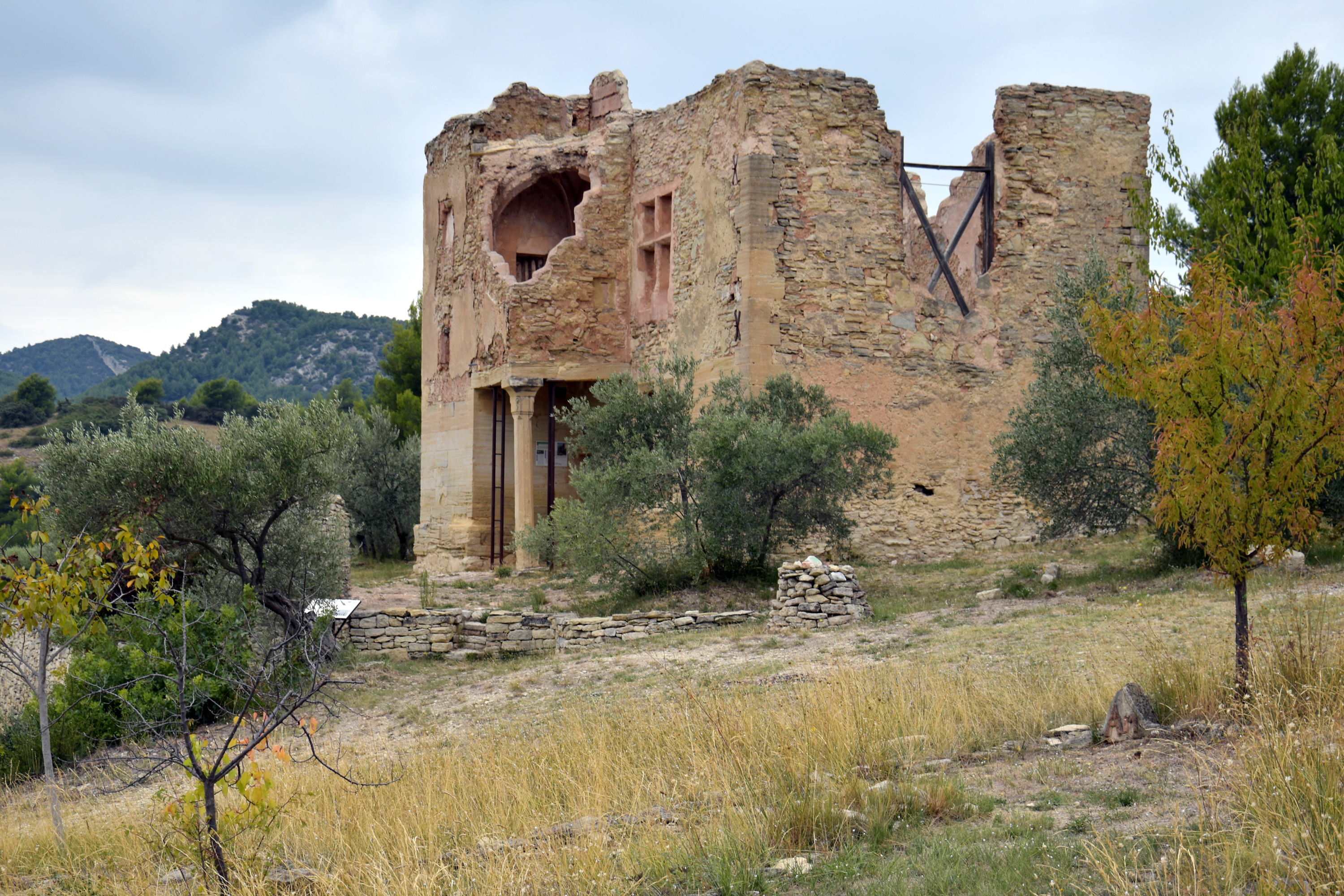
Le Pré Fantasi, résidence des frères Barberini.

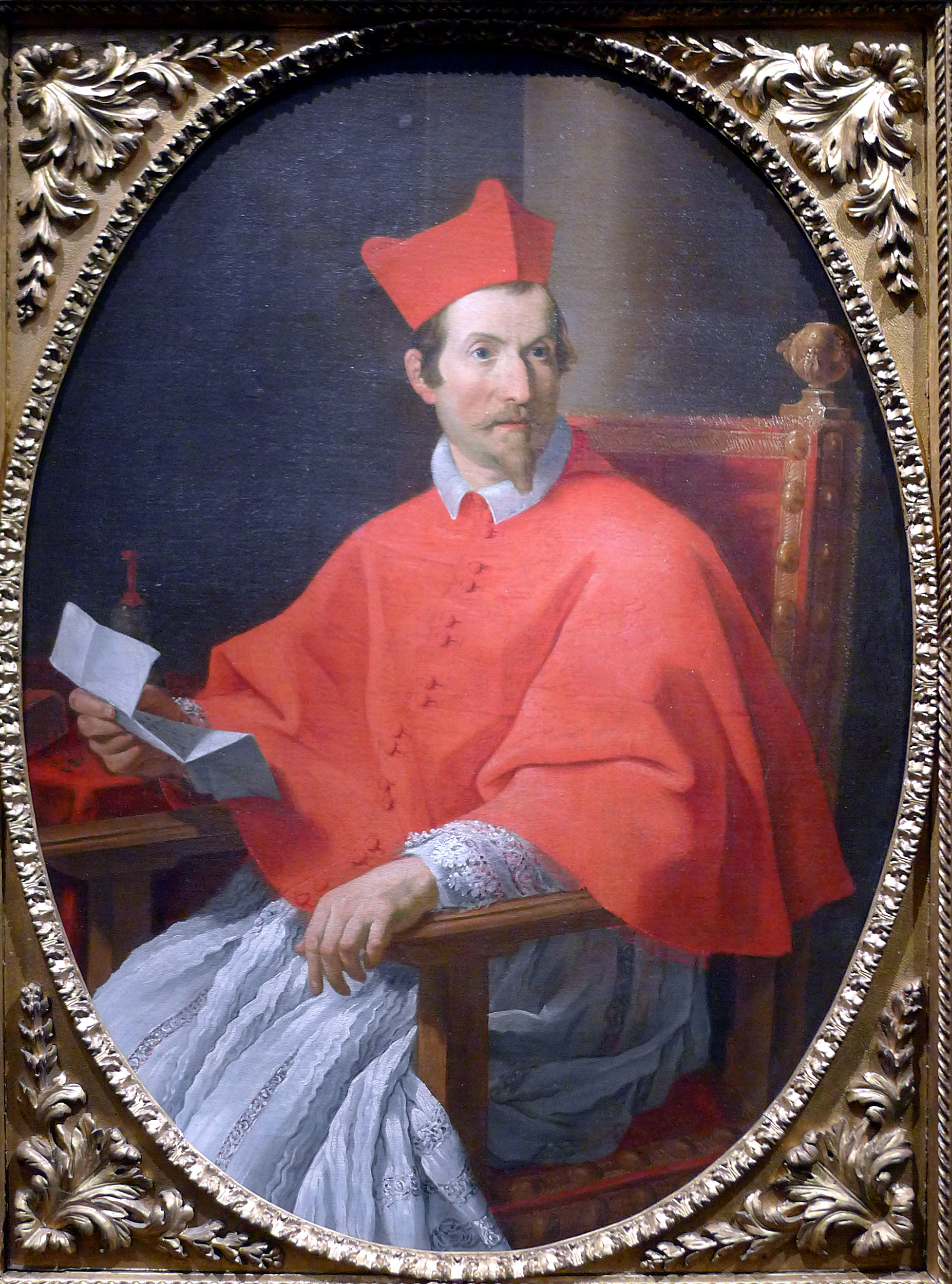
Francesco Barberini représenté en cardinal - Andrea Sacchi, 1631-1633, Römisch-Germanisches Museum, Cologne.

Les cardinaux Francesco Barberini et son frère Antonio Barberini résident à Caromb entre 1623 et 1633 puis entre 1633 et 1644 lorsqu'ils occupèrent successivement la charge de cardinal-légat d'Avignon.
Par autorisation de Gaspard de Lascaris, vice-légat à Avignon, la communauté de Caromb obtint en 1761 son statut de ville. Désormais fut élu un Conseil de Ville de 24 conseillers avec à sa tête deux consuls. Profitant de la période révolutionnaire, Marguerite de Labaume-Montrevel, épouse du marquis de Longeville, décida de faire détruire le château. Ses ruines et ses terres furent loties et vendues en 1818.
Le 12 août 1793 fut créé le département de Vaucluse, constitué des districts d'Avignon et de Carpentras, mais aussi de ceux d'Apt et d'Orange, qui appartenaient aux Bouches-du-Rhône, ainsi que du canton de Sault, qui appartenait aux Basses-Alpes.

### Période contemporaine
En 1900, pour la première fois apparait l’appellation côtes-du-ventoux et de crans. C'est à partir de 1939 que les vignerons constituèrent un syndicat des vins du Ventoux. Grâce à leur action, leurs vins furent classés en vin délimité de qualité supérieure (VDQS) dès 1953 puis accédèrent enfin à l’AOC le 27 juillet 1973.

## Politique et administration

### Budget et fiscalité 2015
En 2015, le budget de la commune était constitué ainsi :
- total des produits de fonctionnement : 2 834 000 €, soit 871 € par habitant ;
- total des charges de fonctionnement : 2 487 000 €, soit 765 € par habitant ;
- total des ressources d’investissement : 903 000 €, soit 278 € par habitant ;
- total des emplois d’investissement : 1 070 000 €, soit 329 € par habitant ;
- endettement : 2 794 000 €, soit 859 € par habitant.

Avec les taux de fiscalité suivants :
- taxe d’habitation : 11,38 % ;
- taxe foncière sur les propriétés bâties : 18,13 % ;
- taxe foncière sur les propriétés non bâties : 50,64 % ;
- taxe additionnelle à la taxe foncière sur les propriétés non bâties : 0,00 % ;
- cotisation foncière des entreprises : 0,00 %.

### Jumelages
Caromb est jumelée avec :
- Glashütten (Allemagne) depuis 1977, commune du Land de Hesse de 5 366 habitants.

## Démographie
L'évolution du nombre d'habitants est connue à travers les recensements de la population effectués dans la commune depuis 1793. Pour les communes de moins de 10 000 habitants, une enquête de recensement portant sur toute la population est réalisée tous les cinq ans, les populations de référence des années intermédiaires étant quant à elles estimées par interpolation ou extrapolation. Pour la commune, le premier recensement exhaustif entrant dans le cadre du nouveau dispositif a été réalisé en 2007.

En 2022, la commune comptait 3 469 habitants, en évolution de +5,18 % par rapport à 2016 (Vaucluse : +1,73 %, France hors Mayotte : +2,11 %).
| 1793  | 1800  | 1806  | 1821  | 1831  | 1836  | 1841  | 1846  | 1851  |
| ----- | ----- | ----- | ----- | ----- | ----- | ----- | ----- | ----- |
| 2 161 | 2 263 | 2 562 | 2 636 | 2 552 | 2 508 | 2 573 | 2 516 | 2 506 |

| 1856  | 1861  | 1866  | 1872  | 1876  | 1881  | 1886  | 1891  | 1896  |
| ----- | ----- | ----- | ----- | ----- | ----- | ----- | ----- | ----- |
| 2 511 | 2 517 | 2 508 | 2 319 | 2 183 | 2 105 | 1 953 | 1 852 | 1 862 |

| 1901  | 1906  | 1911  | 1921  | 1926  | 1931  | 1936  | 1946  | 1954  |
| ----- | ----- | ----- | ----- | ----- | ----- | ----- | ----- | ----- |
| 1 893 | 1 931 | 1 979 | 1 728 | 1 663 | 1 630 | 1 561 | 1 570 | 1 637 |

| 1962  | 1968  | 1975  | 1982  | 1990  | 1999  | 2006  | 2007  | 2012  |
| ----- | ----- | ----- | ----- | ----- | ----- | ----- | ----- | ----- |
| 1 763 | 1 901 | 2 114 | 2 266 | 2 640 | 3 117 | 3 177 | 3 186 | 3 171 |

| 2017  | 2022  | - | - | - | - | - | - | - |
| ----- | ----- | - | - | - | - | - | - | - |
| 3 348 | 3 469 | - | - | - | - | - | - | - |

## Économie

### Agriculture

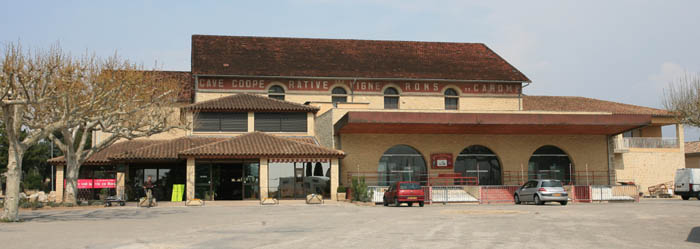
La cave coopérative Saint-Marc de Caromb.

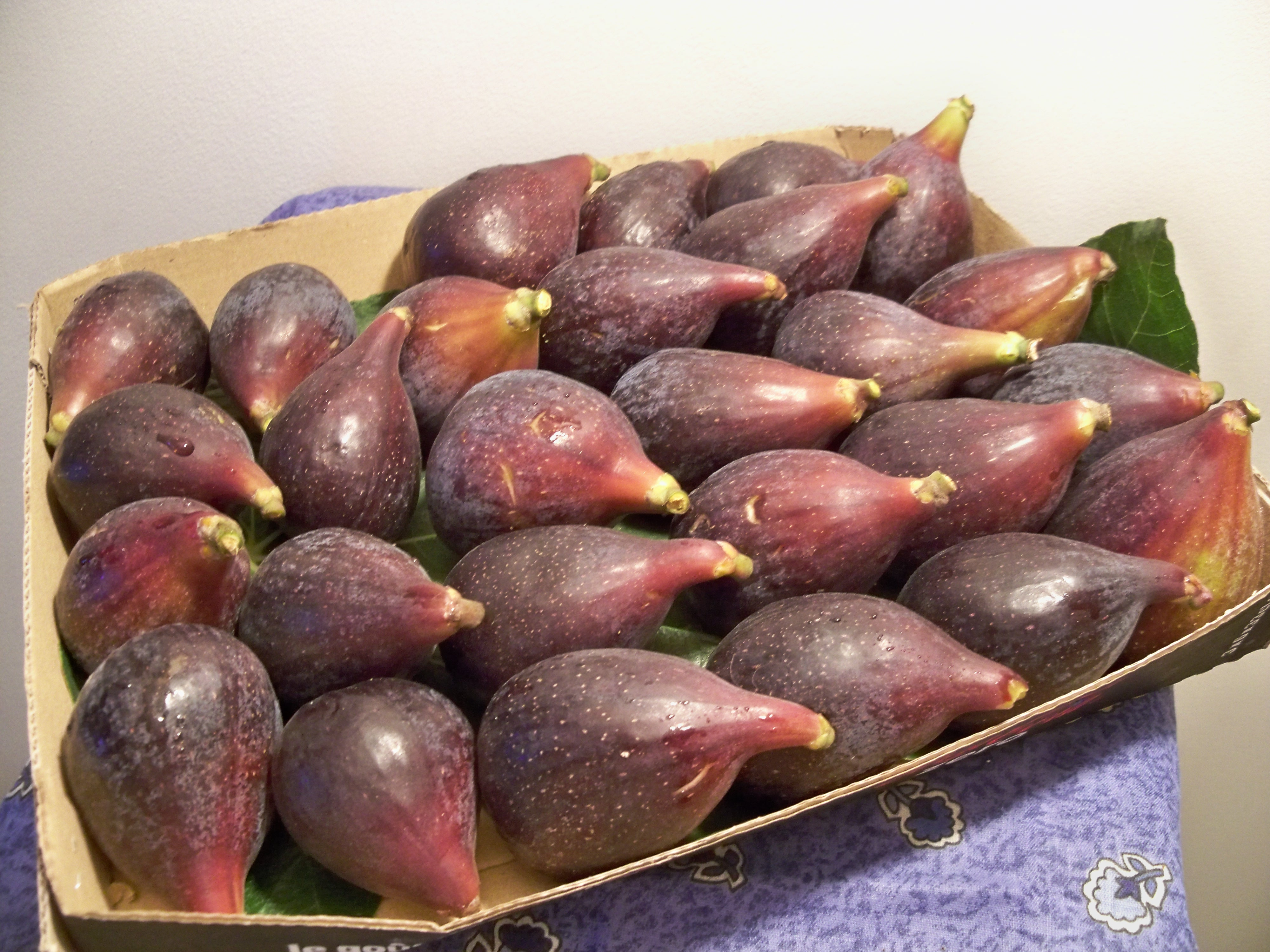
Plateau de figues longues noires de Caromb.

En 1762, le Conseil de Ville décida de faire barrer le Lauron afin de pouvoir irriguer la commune. Il finança les travaux qui furent exécutés selon les plans du RP. Morand, professeur de mathématiques au collège des jésuites d'Avignon. Ce barrage, connu sous le nom de lac du Paty, retient 400 000 m3. Grâce à lui, au cours du XIXe siècle la commune produisait des olives, des fruits, des légumes et du vin.
Aujourd'hui, l'important vignoble produit à la fois des ventoux (AOC) ainsi que des bois et plants de vigne par les pépiniéristes viticoles.
L'autre production phare est celle de la figue, et particulièrement d'une variété dénommée figue longue noire de Caromb. Une confrérie, réunissant les producteurs, en fait la promotion.

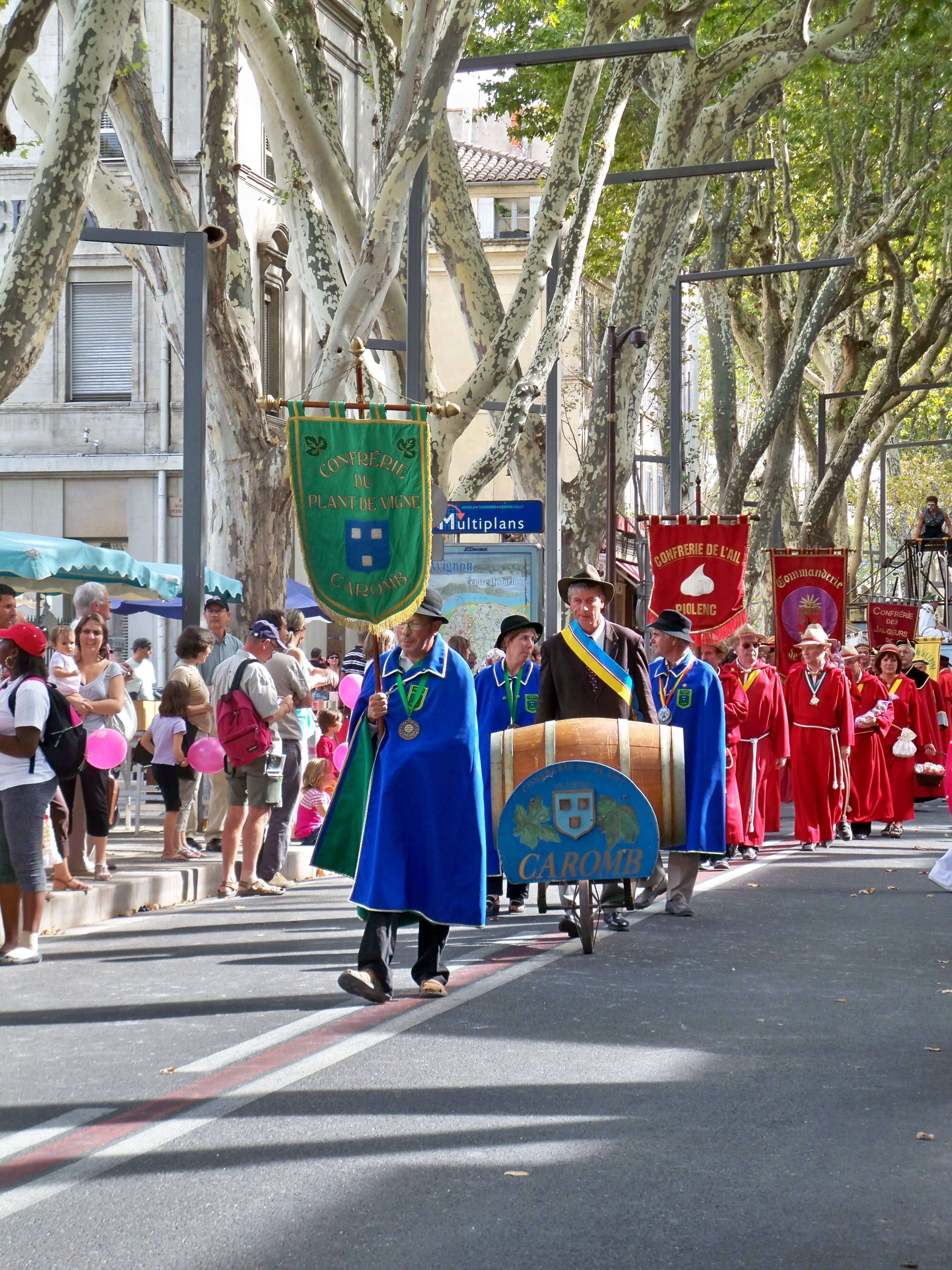
Défilé à Avignon de la confrérie du Plant de Vigne de Caromb.
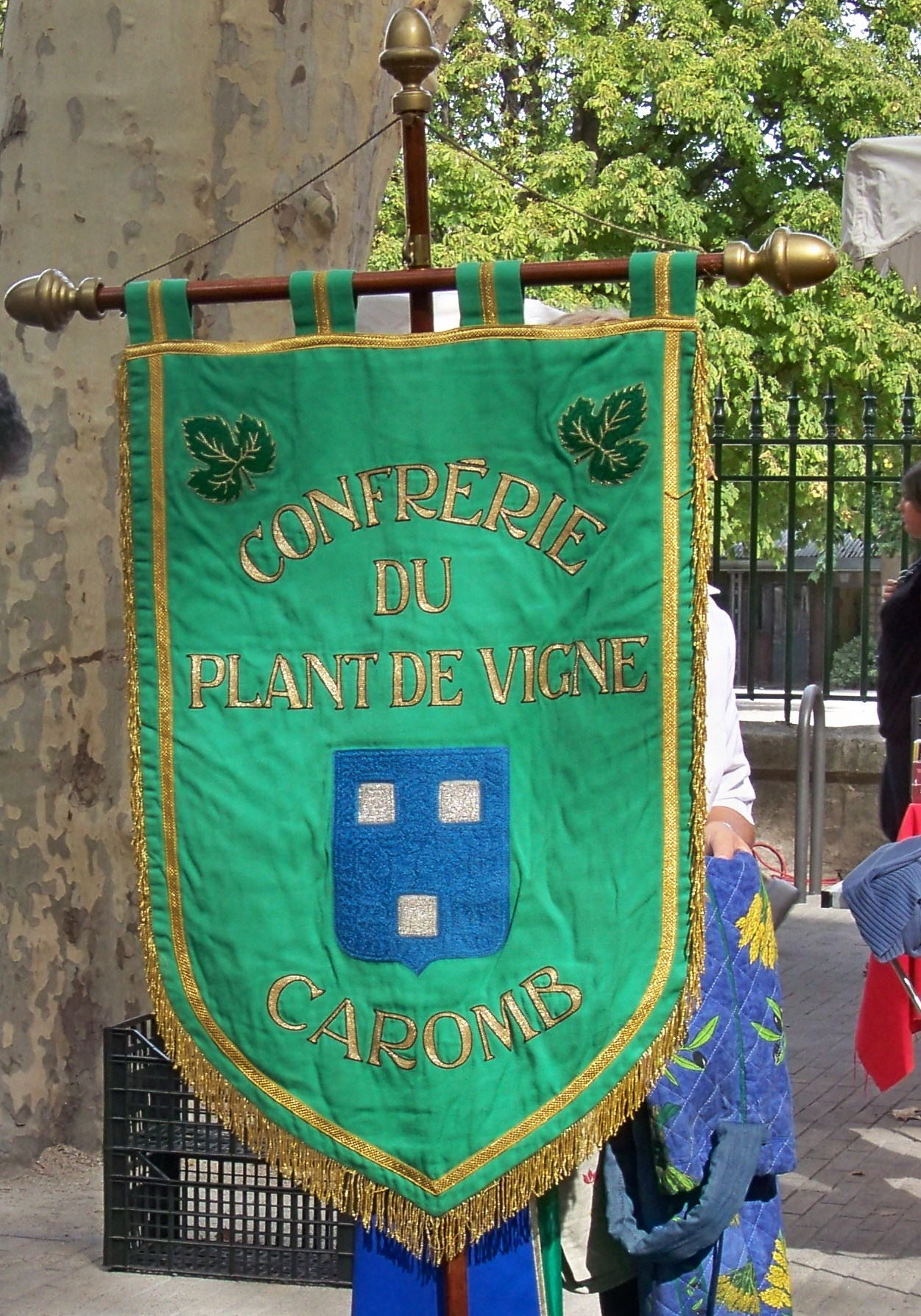
Bannière de la confrérie du Plant de Vigne de Caromb.
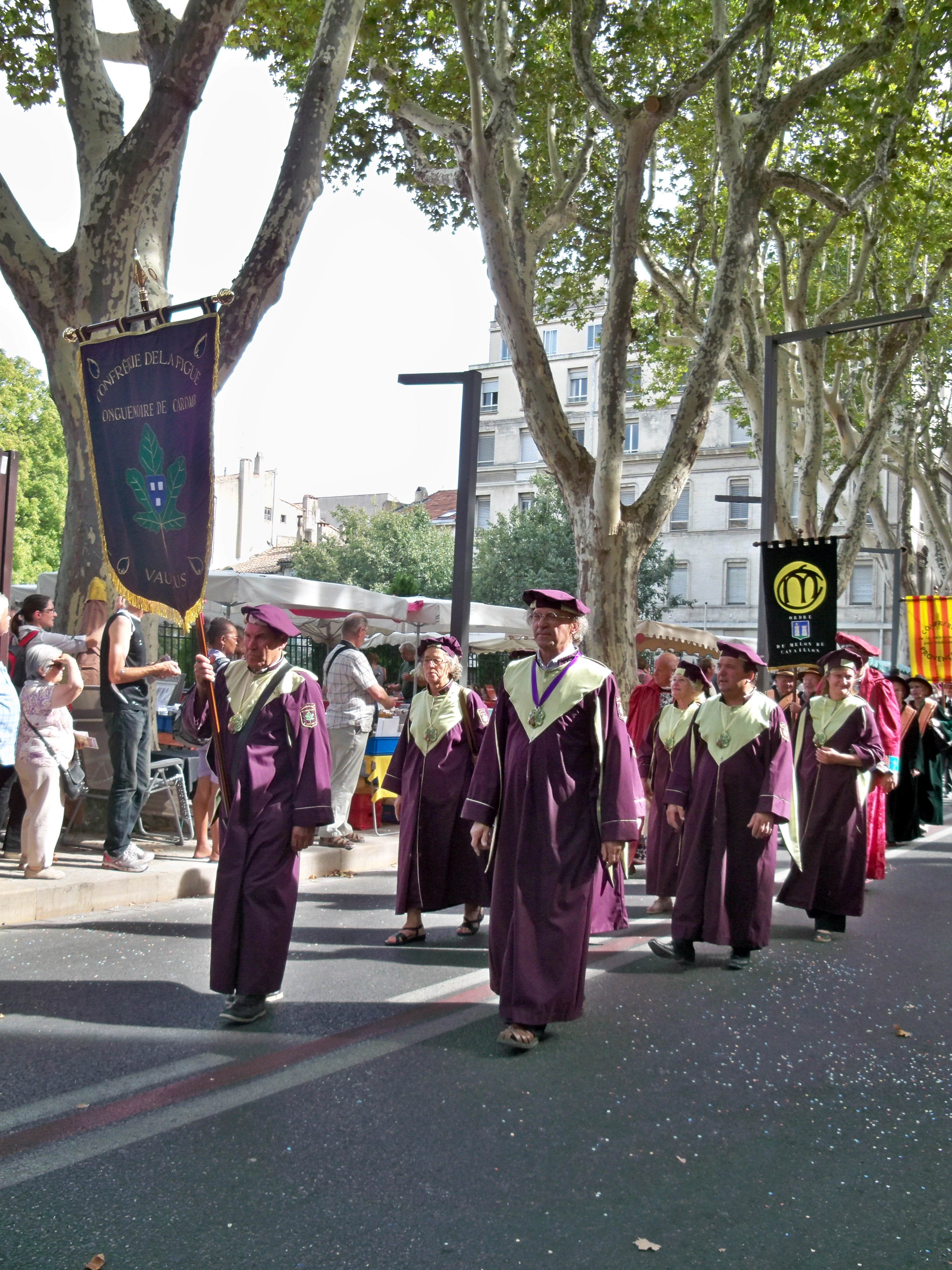
Défilé à Avignon de la confrérie de la Figue Longue Noire de Caromb.
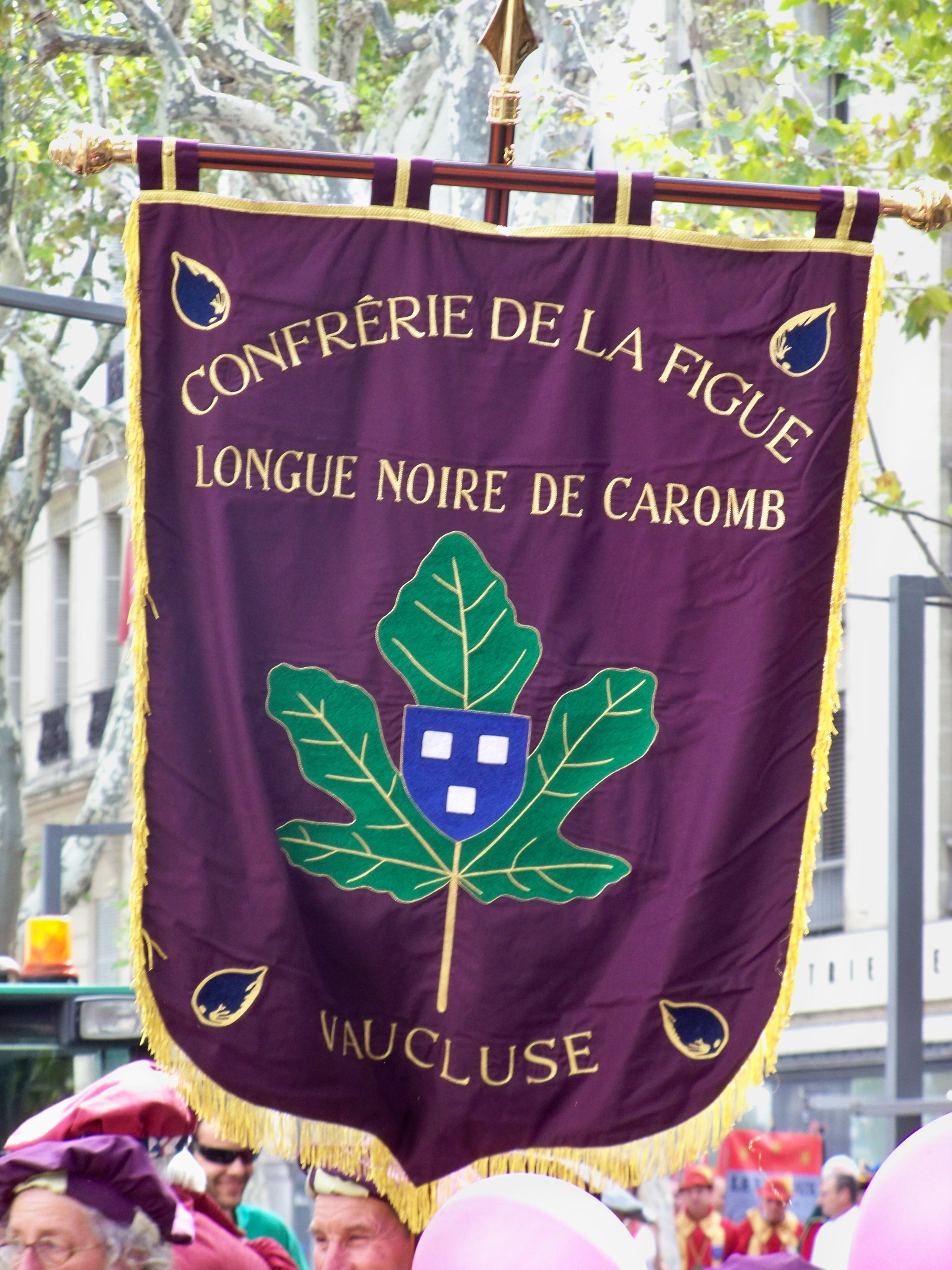
Bannière de la confrérie de la Figue de Caromb.

### Industrie
Les carrières fournissaient des pierres de couleur grise, dures et à gros grains coquilliers, qui servaient à construire des cuves à vin grâce à ses dalles de 10 m2.

### Tourisme
Située dans la plaine du Comtat Venaissin, avec sa situation à proximité de Carpentras et du mont Ventoux, mais aussi de la vallée du Rhône, d'Avignon et de son riche patrimoine, la commune voit le tourisme occuper directement ou indirectement une place non négligeable de son économie.
Plusieurs gîtes et chambres d'hôtes ainsi qu'un hôtel et un camping de 60 emplacements.
Le lac du Paty, situé au nord de la commune, sur les hauteurs, est devenu un lieu privilégié pour la pêche et les pique-niques.

### Artisanat
Dans les zones d'activités (du ressort de la CoVe), plusieurs artisans (artisanats d'art ou du bâtiment).

## Équipements et services

### Enseignement
L'on trouve sur la commune une école maternelle Jean-Louis-Ayme et une école primaire. Ensuite les élèves sont dirigés vers le collège Jean-Henri-Fabre à Carpentras, puis le lycée Jean-Henri-Fabre à Carpentras.

### Santé
Il y avait au cœur du bourg de Caromb une maison de retraite.

### Sports
La commune dispose d'un dojo, d'un stade de football, d'un stade rugby, de terrains de tennis, d'un boulodrome, sur son territoire, au sud de son bourg.
Nombreuses associations sportives.

## Vie locale

### Manifestations culturelles
Plusieurs fêtes et manifestations animent le paysage de Caromb, une grande partie de l'année, du dernier week-end de mai jusqu'au 3e week-end de septembre : 
- en mai, les joutes au lac du Paty ;
- le 2e week-end de juin, la Fête annuelle de la cerise[17] ;
- en juillet, la brocante au sein du village, comportant plus de 240 exposants, et la fête de la figue longue noire de Caromb ;
- en août : le Festival du tango, ainsi que le grand concours de chant Tremplin Artistes en Herbe ;
- en septembre : quatre jours de la fête de la Saint-Maurice.

### Cultes
La paroisse Notre-Dame des Grâces, de culte catholique, dépend du diocèse d'Avignon, doyenné de Carpentras.

### Environnement et recyclage
La commune dispose d'une station d'épuration (au sud de la commune).
Collecte et traitement des déchets des ménages et déchets assimilés et protection et mise en valeur de l'environnement dans le cadre de la communauté d'agglomération Ventoux-Comtat Venaissin.

## Lieux et monuments

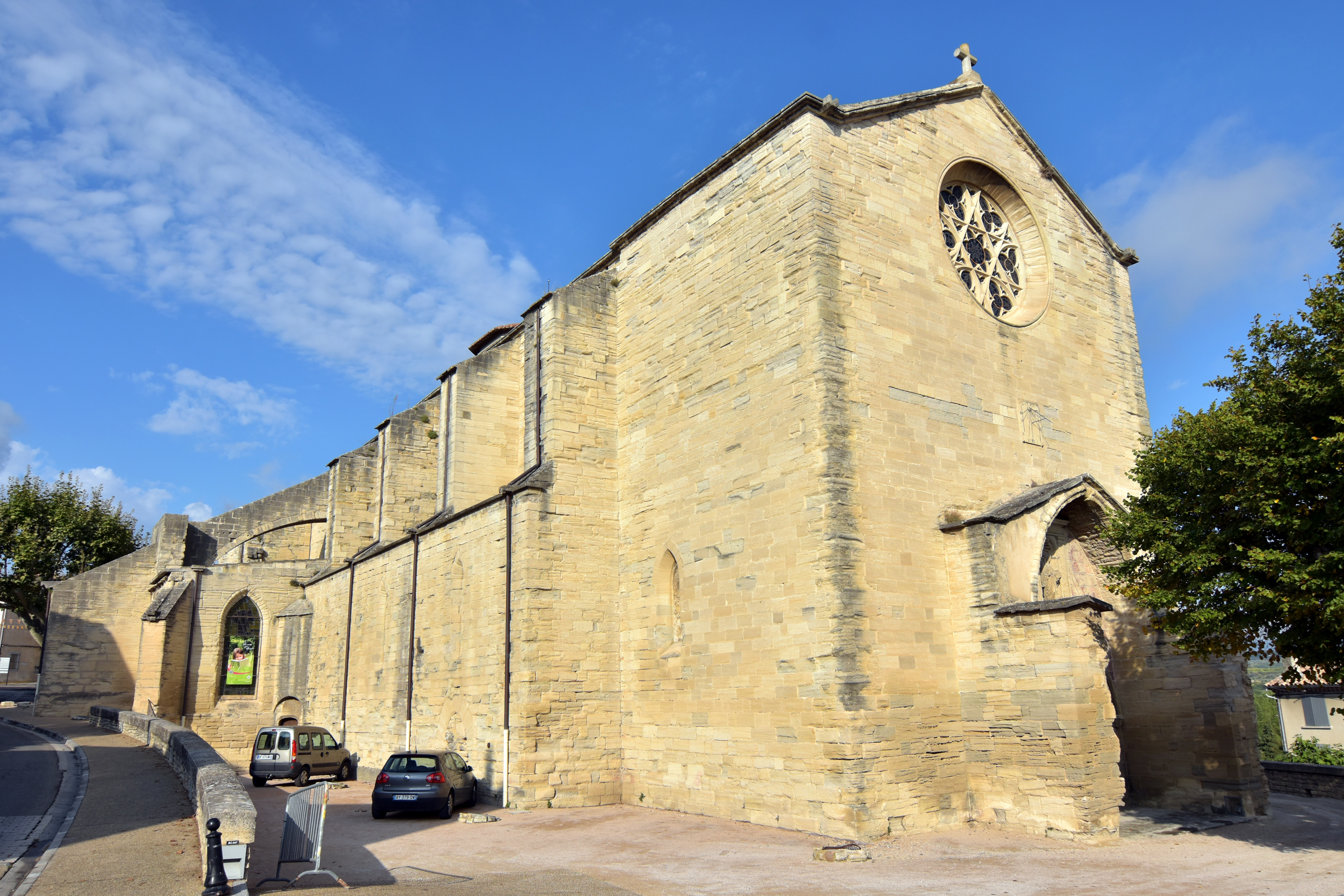
L'église.

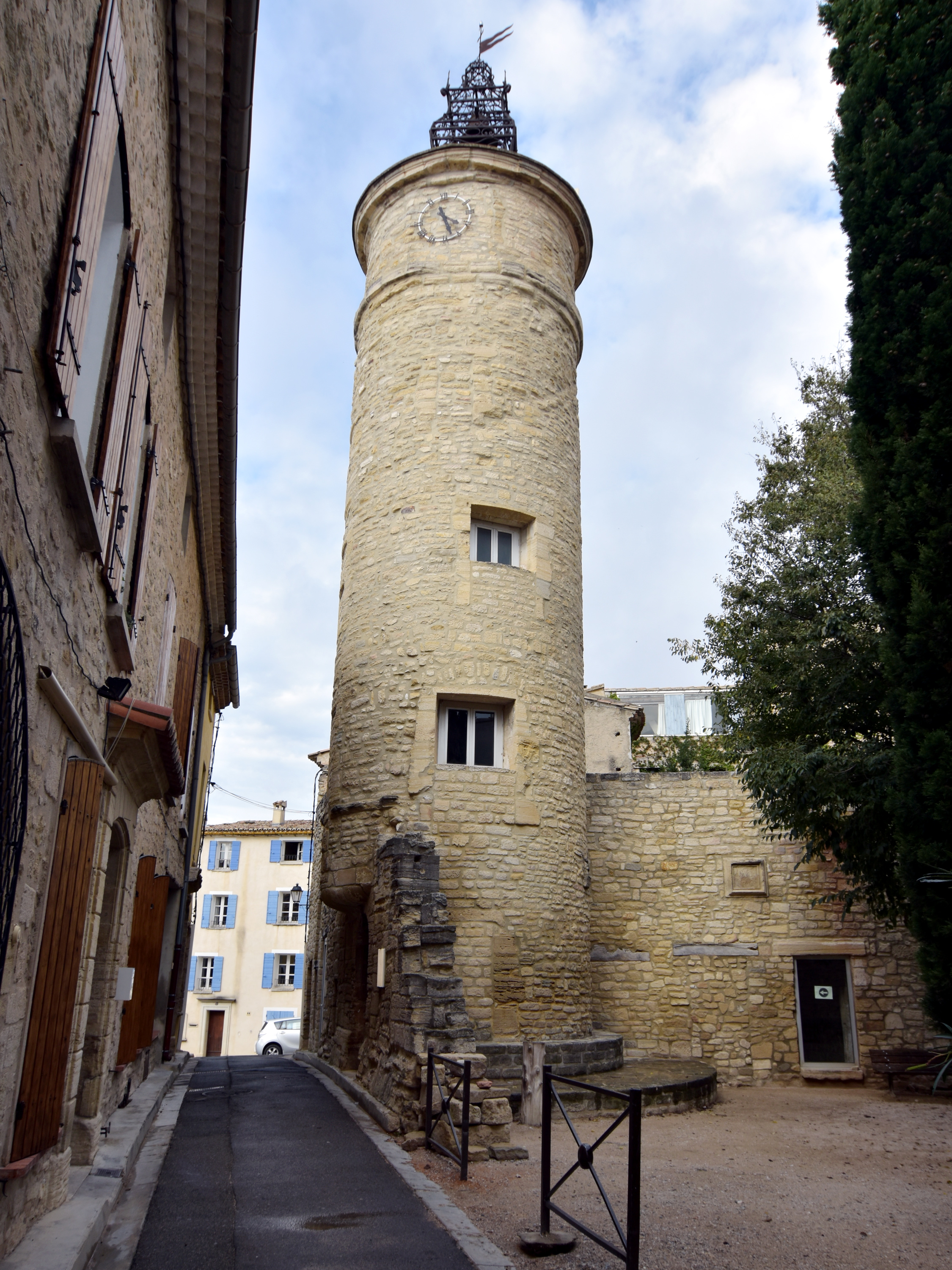
Le Beffroi.

- Église Saint-Maurice de Caromb, romane dédiée à Notre-Dame des Grâces, saint Maurice et ses compagnons, classée monument historique[36]. Datée des XIe et XIIe siècles, elle a eu son abside romane remplacée par un chevet gothique à voûte nervée[20],[37],[38].

Son buffet d'orgues,,  de facture provençale a été daté du XVIIIe siècle,.
Le tombeau d'Étienne de Vesc a été placé dans la « chapelle seigneuriale » de style gothique.
- Les monuments funéraires :

monument funéraire d'Étienne de Vesc, seigneur de Caromb,
monument aux morts.
- Beffroi[45].
- Vestiges de remparts.
- Nombreuses fontaines[46] dont celle de la place du château datée de 1749 et inscrite sur l'inventaire supplémentaire des monuments historiques[47].
- Sentier botanique autour de La maison hantée demeure du XVIIe siècle qui aurait été habitée par les frères Barbérini, neveux du pape Urbain VIII[48].
- La cave coopérative Saint-Marc, productrice de Ventoux (AOC)[49] possède un musée des vieux outils vignerons[17].
- Le lac du Paty (XVIIIe siècle)[50].
- École communale du début du XXe siècle.
- Une dizaine de petites cabanes en pierre sèche[51], anciennement à usage agricole, sur la colline du Paty, dont une portant le millésime 1852 sur la dalle fermant la voûte[52].

## Personnalités liées à la commune
- Raimbaut de Caromb (templier), maître de la province de Hongrie (1235-1240) puis de celle de Provence (1251-1259, 1263). Il a également été visiteur cismarin (1245-1246)[53],[54].
- Raimbaut II de Caromb (templier), peut-être neveu du précédent[55]. Grand commandeur de Chypre (1300-1312)[56].
- Raymond Guilhem de Budos (? - 1363), neveu de Clément V, seigneur de Clermont, Lodève, Budos, Beaumes-de-Venise, Bédoin, Caromb, Entraigues, Loriol et Mormoiron, gouverneur de Bénévent, maréchal de la Cour pontificale et recteur du Comtat Venaissin de 1310 à 1317.
- Étienne de Vesc (vers 1445-1501), sénéchal de Beaucaire, grand chambellan de Naples.
- Pierre-Albert Jourdan : écrivain, mort à Caromb en 1981.
- André de Richaud : écrivain, y a vécu.

### Héraldique
| Blason de Caromb | Les armes peuvent se blasonner ainsi : D'azur aux trois dés de pierre d'argent : 2 et 1. |